# AEK-919K
Le AEK-919K « Kashtan »  est un pistolet mitrailleur russe conçu dans les années 1990 par l'entreprise Kovrov Mechanical. L'AEK-919K est destiné à un personnel spécifique, tels que les équipages de l'aviation ou des véhicules de combats. Cette arme équipe certaines unités spéciales de la police russe.

## Conception
- Canon à âme polygonale
- Sélecteur à trois positions sur le côté droit de la carcasse.
- possibilité d'équiper en sortie d'usine un silencieux ou une aide à la visée

## Utilisations
La première apparition de l'AEK-919K en opération s'est faite  au printemps de 1995 lors de la Première guerre de Tchétchénie, par une des unités spéciales du Service fédéral de sécurité qui venait d'être dotée, probablement à tire expérimental, de 100 exemplaires.
En 2002, les mitraillettes AEK-919K 'tait l'arme de bord des équipages des hélicoptères Kamov Ka-50 survolant les zones de combat de la Tchétchénie et du Daghestan.
En 2003, les pistolets-mitrailleurs AEK-919K ont été adoptés par le Service fédéral des Huissiers (ru). En octobre 2006, ils commencent à équiper les unités spéciales du ministère de l'Intérieur, le Service fédéral de sécurité de la fédération de Russie et le Service pénitentiaire fédéral.

## Variantes
- AEK-919 changements d'ordre cosmétiques[3]
- AEK-918chambré en 9×19 mm 7N21 et 7N31 (cartouches spécifiques)
- AEK-918V chambré pour 9 × 19 mm Parabellum avec un chargeur de 30.